# Jeremijiwka (stacja kolejowa)
Jeremijiwka (ukr. Єреміївка) – stacja kolejowa w miejscowości Kałantajiwka, w rejonie rozdzielniańskim, w obwodzie odeskim, na Ukrainie. Położona jest na linii Żmerynka – Odessa.

## Historia
Stacja powstała w XIX w. na drodze zależnej Odessa – Podwołoczyska. Początkowo nosiła nazwę Kołątajówka.

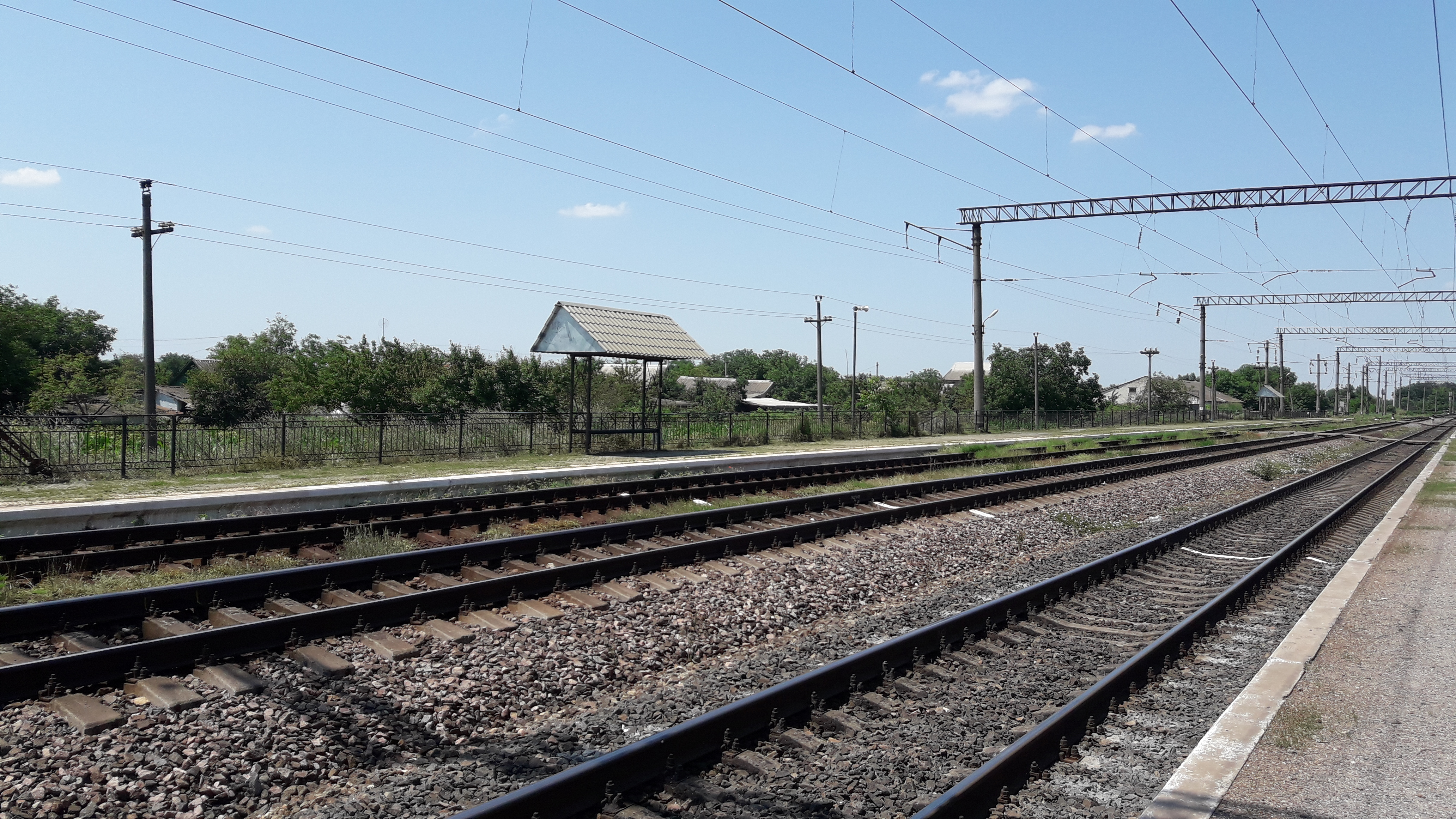
perony; widok w kierunku Żmerynki